# Cryptocentrus tentaculatus
Cryptocentrus tentaculatus är en fiskart som beskrevs av Douglass Fielding Hoese och Helen K. Larson 2004. Cryptocentrus tentaculatus ingår i släktet Cryptocentrus och familjen smörbultsfiskar. Inga underarter finns listade i Catalogue of Life.